# کاشمن (اورگن)
کاشمن (به انگلیسی: Cushman) یک منطقهٔ مسکونی در ایالات متحده آمریکا است که در شهرستان لین، اورگن واقع شده‌است. کاشمن ۷٫۰۱ متر بالاتر از سطح دریا واقع شده‌است.